# Grisin givré
Herpsilochmus sicturus
Espèce
Statut de conservation UICN

 LC  : Préoccupation mineure
Le Grisin givré (Herpsilochmus sicturus) est une espèce de passereaux de la famille des Thamnophilidae.
Son aire s'étend à travers le plateau des Guyanes.